# 百万石通り

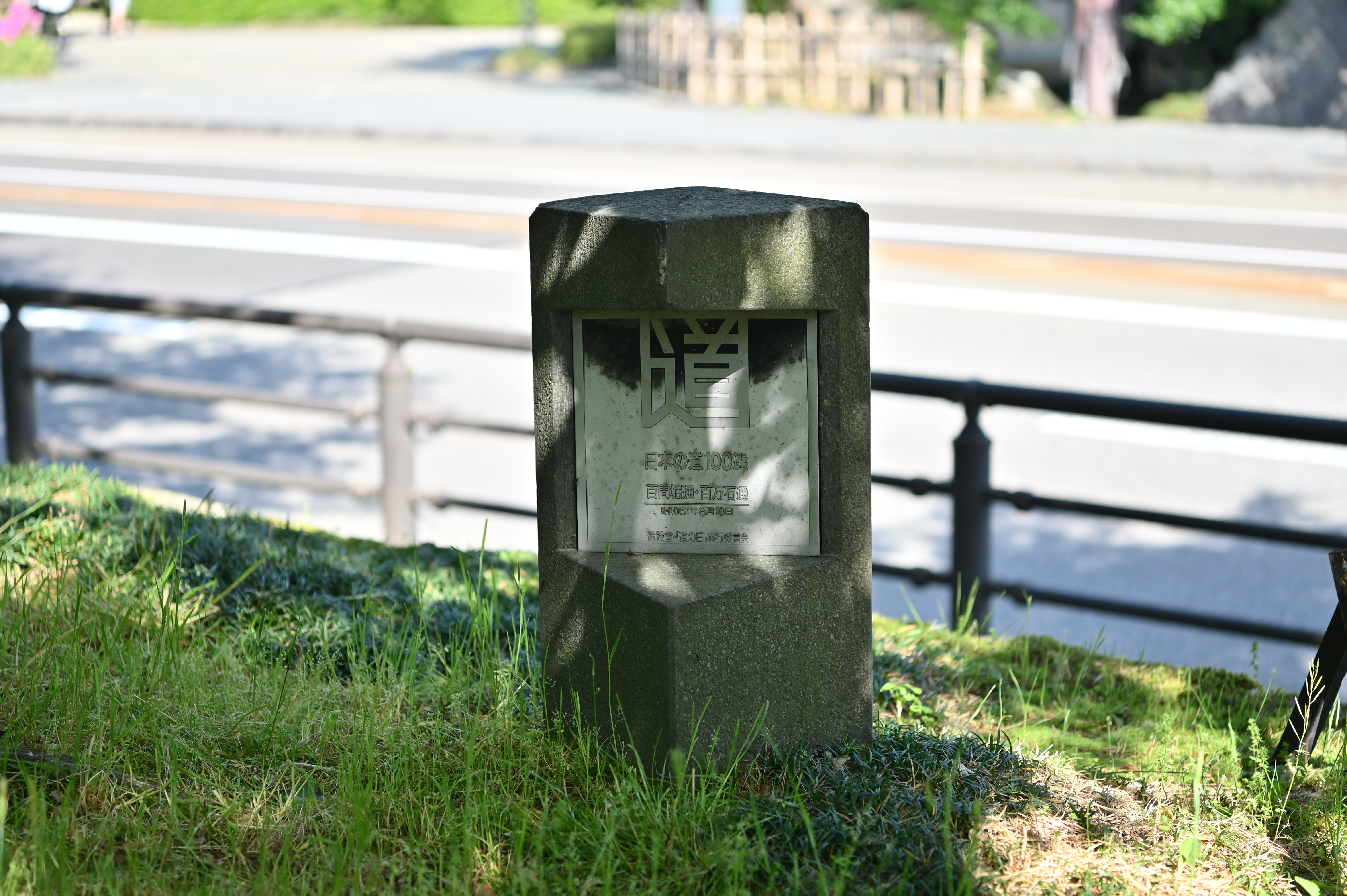
「日本の道100選」顕彰碑 百間掘通・百万石通

百万石通り（ひゃくまんごくどおり）は、石川県金沢市の中心市街地を取り巻く通り。

## 概要
金沢城公園と兼六園を1周するコース。広坂交差点〜出羽町交差点〜兼六坂上交差点〜兼六園下交差点以外は、6月に行われている金沢百万石まつりのメインイベント百万石パレードのコースとなっていた（パレードは、広坂交差点〜兼六園下交差点を「お堀通り（百間堀）」を通過していた）。なお、2007年から、パレードのコースは、金沢駅東口〜武蔵〜香林坊〜広坂〜兼六園下〜金沢城公園に変更となった。百間掘り通りと併せた兼六園を1周する道路は、旧建設省と「道の日」実行委員会により制定された、「日本の道100選」の一つに選定されている。

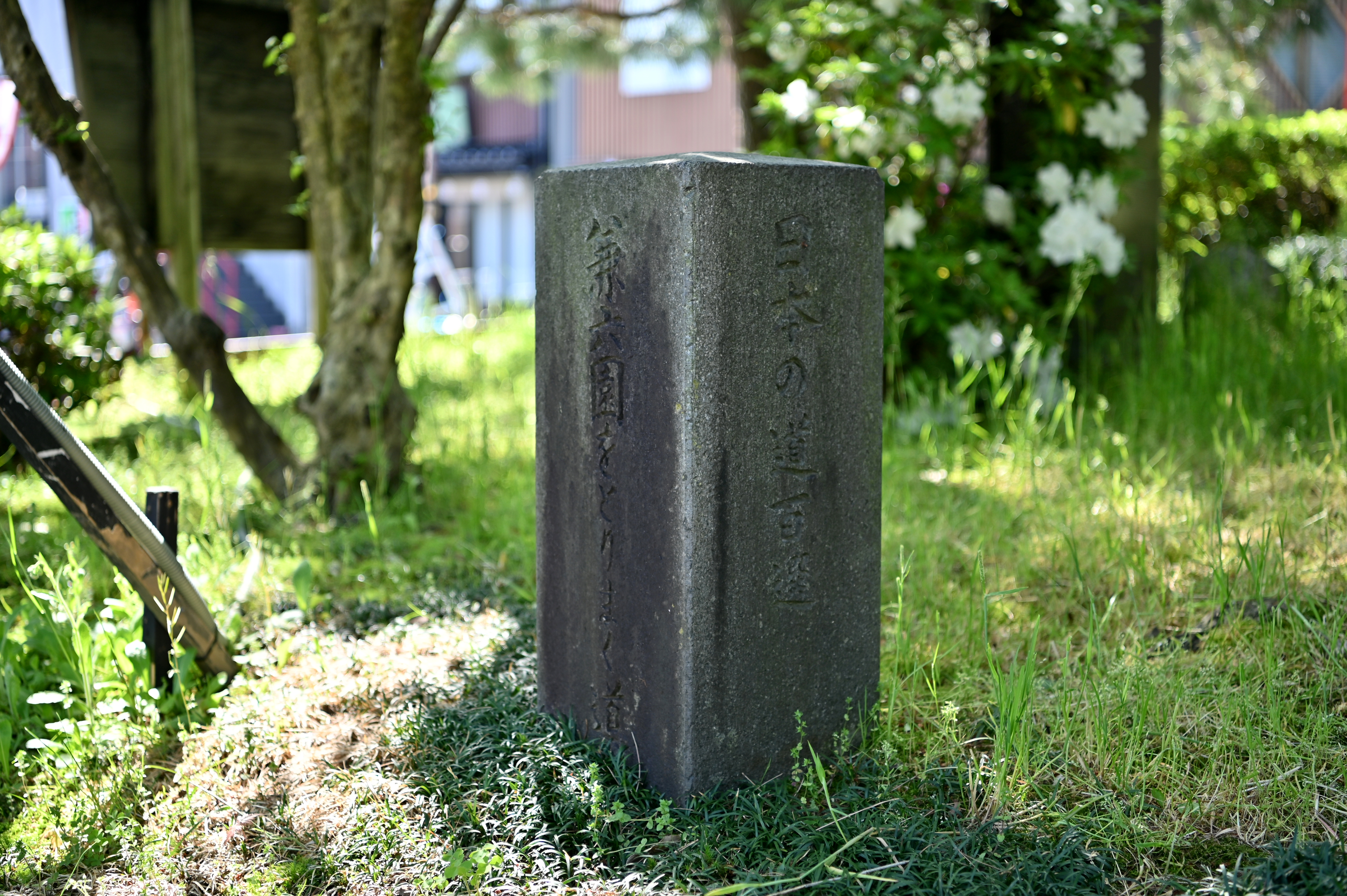
日本の道百選顕彰碑 百間掘通・百万石通（石川県金沢市の兼六園付近にて）

付近には名勝や史跡が多数あり、百万石通りはこれらを取り巻くように走り、石川市民憩いの場であるとともに、古都・金沢市を代表する観光道路でもある。兼六園の南に位置する成巽閣付近では、なまこ塀、辰巳用水の流れや生け垣など美しい落ち着きのある景観に恵まれる。石川県立歴史博物館付近では、赤レンガの建物や街路樹のある歩道が調和する散歩道となっている。

## 構成する道路
- 石川県道10号金沢湯涌福光線（＝ 広坂通り・香林坊交差点〜広坂交差点）
- 金沢市道（広坂交差点〜出羽町交差点〜兼六坂上交差点）
  - 金沢市道一級幹線22号石引広坂線[2]
  - 金沢市道石引4丁目線3号[2]
- 石川県道10号金沢湯涌福光線（兼六坂上交差点〜兼六園下交差点）
- 国道159号、国道249号、国道304号（兼六園下交差点〜橋場交差点〜むさし交差点）
- 国道157号（むさし交差点〜香林坊交差点）
- 国道359号（橋場交差点〜むさし交差点）

## 交差する主な通り
- 国道157号（香林坊交差点）
- 仙石通り（中央公園前交差点）
- 石川県道10号金沢湯涌福光線（＝ お堀通り（百間堀））、金沢市道（＝ 本多通り）（広坂交差点）
- 金沢市道（出羽町交差点）
- 石川県道10号金沢湯涌福光線（＝ 小立野通り）（兼六坂上交差点）
- 石川県道10号金沢湯涌福光線（＝ お堀通り（百間堀））、国道159号（＝ 兼六大通り）（兼六園下交差点）
- 金沢市道（＝ 卯辰山公園線、お堀通り）（大手町交差点）
- 国道359号（＝ 城北大通り）（橋場交差点）
- 石川県道13号金沢停車場線（石川県道60号金沢田鶴浜線重複）（むさし交差点）

## 沿線の施設など

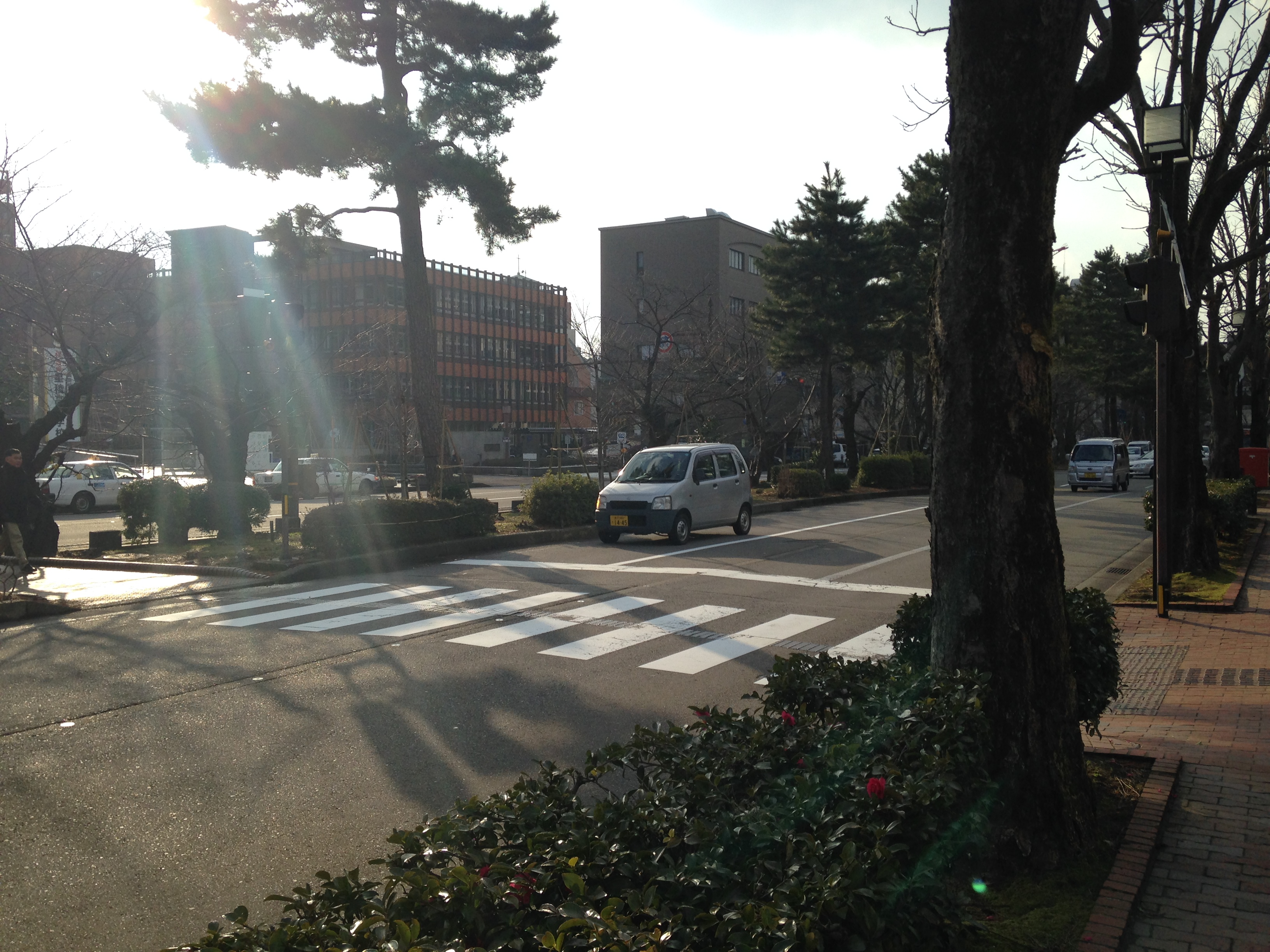
四高記念文化交流館付近の百万石通り

沿道の兼六園の南側に、重要文化財である成巽閣や、九谷焼、加賀友禅、金沢金箔などが展示されている石川県立伝統産業工芸館、石川県立能楽堂、石川県立歴史博物館、国立工芸館、石川県立美術館などがある。
- 兼六園（兼六園下交差点付近）
- 金沢エムザ（武蔵ヶ辻）
- 近江町市場（武蔵ヶ辻）
- 大和（香林坊）
- 金沢市役所（広坂）
- 金沢21世紀美術館（広坂）